# Hapalotremus
Genre
Hapalotremus est un genre d'araignées mygalomorphes de la famille des Theraphosidae.

## Distribution
Les espèces de ce genre se rencontrent en Amérique du Sud.

## Liste des espèces
Selon World Spider Catalog (version 26, 20/03/2025) :
- Hapalotremus albipes Simon, 1903
- Hapalotremus apasanka Sherwood, Ferretti, Gabriel & West, 2021
- Hapalotremus carabaya Ferretti, Cavallo, Chaparro, Ríos-Tamayo, Seimon & West, 2018
- Hapalotremus chasqui Ferretti, Cavallo, Chaparro, Ríos-Tamayo, Seimon & West, 2018
- Hapalotremus chespiritoi Ferretti, Cavallo, Chaparro, Ríos-Tamayo, Seimon & West, 2018
- Hapalotremus hananqheswa Sherwood, Ferretti, Gabriel & West, 2021
- Hapalotremus kaderkai Sherwood, Ferretti, Gabriel & West, 2021
- Hapalotremus kuka Ferretti, Cavallo, Chaparro, Ríos-Tamayo, Seimon & West, 2018
- Hapalotremus major (Chamberlin, 1916)
- Hapalotremus marcapata Ferretti, Cavallo, Chaparro, Ríos-Tamayo, Seimon & West, 2018
- Hapalotremus martinorum Cavallo & Ferretti, 2015
- Hapalotremus munaycha Ferretti, Chaparro, Ochoa & West, 2025
- Hapalotremus perezmilesi Ferretti, Cavallo, Chaparro, Ríos-Tamayo, Seimon & West, 2018
- Hapalotremus vilcanota Ferretti, Cavallo, Chaparro, Ríos-Tamayo, Seimon & West, 2018
- Hapalotremus yuraqchanka Sherwood, Ferretti, Gabriel & West, 2021

## Systématique et taxinomie
Ce genre a été décrit par Simon en 1903 dans les Aviculariidae.

## Publication originale
- Simon, 1903 : Histoire naturelle des araignées. Paris, vol. 2, p. 669-1080 (texte intégral).